# Araceli Martínez Esteban
Araceli Martínez Esteban, (Guadalajara 1974) es una política española, Viceconsejera y Directora del Instituto de la Mujer de Castilla-La Mancha y senadora electa en la provincia de Guadalajara por el Partido Socialista Obrero Español PSOE.

## Trayectoria
Araceli Martínez Esteban nació en Guadalajara (Castilla-La Mancha) el 9 de noviembre de 1974,  su formación académica de Graduada en Trabajo Social, estudios de postgrado y máster vinculados a la igualdad entre mujeres y hombres, como el máster oficial en Intervención Social en las Sociedades Avanzadas del Conocimiento y Títulos de experta de Igualdad de Oportunidades para las Mujeres y de Formación Ocupacional y Continua.
Ha desarrollado su actividad profesional como trabajadora social en el ámbito de la violencia de género, de menores en situación de desamparo y en organizaciones dedicadas a la cooperación internacional.  

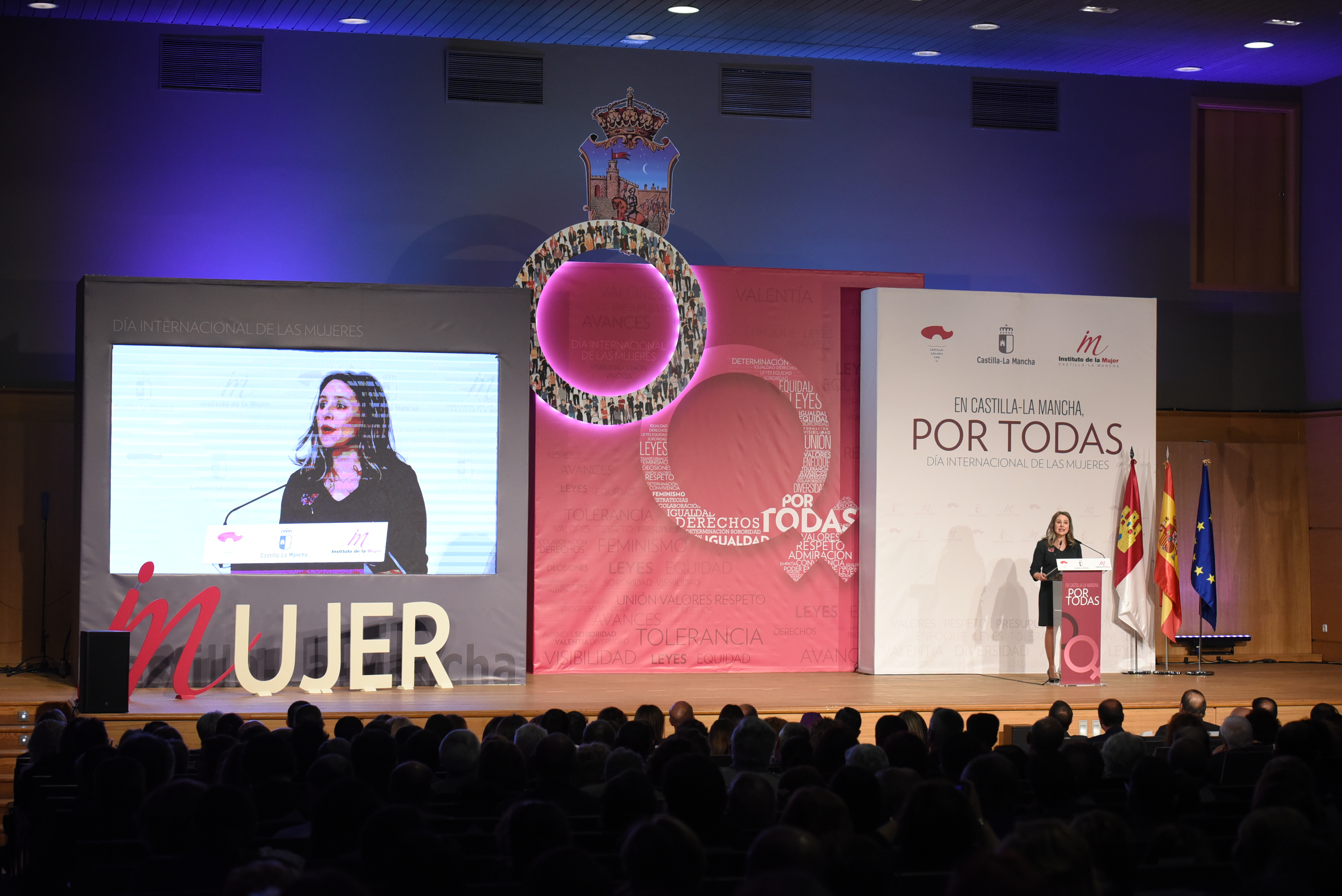
Acto institucional con motivo del Día Internacional de las Mujeres 2019

Como feminista y especialista en igualdad ha impartido conferencias y charlas en diferentes pueblos de la provincia de Guadalajara y publicado artículos de opinión en diferentes medios de comunicación .
En el campo de la política ha trabajado para que “la igualdad sea un asunto troncal en las políticas de Castilla-La Mancha porque considera que “democracia y feminismo van de la mano y son un ejemplo de la capacidad transformadora de las leyes”.
Martínez Esteban se ha posicionado abiertamente como abolicionista de la prostitución y en contra de los vientres de alquiler, defendiendo esta postura dentro del feminismo en congresos y asambleas, como por ejemplo en el Consejo de la Internacional Socialista de Mujeres celebrada en 2024 en Madrid.
Los cuidados y el autocuidado es un tema de importancia educacional y político en el que trabaja y le interesa especialmente por la trascendencia que tiene en las mujeres, así opina: 
```
 que el cuidar "forme parte del rol atribuido a las mujeres, no significa que estas lo desempeñen mejor por naturaleza (cuando esto sucede no es más que por puro adiestramiento desde la infancia). Es decir, 
los hombres pueden y deben aplicarse en los cuidados, sean físicos, psicológicos o emocionales. Asimismo, repartir los cuidados y las tareas domésticas
 entre todos los miembros de la familia, incluidas las criaturas si las hubiera, es una gran oportunidad para entrenarnos en corresponsabilidad".
[
9
]
```

### Actividad política
Su actividad política la realizado en el marco municipal, autonómico y en las Cortes Generales adscrita al PSOE.
Inició su carrera política las Juventudes Socialistas. Fue vicepresidenta del Consejo de la Juventud de España. 
En el Ayuntamiento de Guadalajara ejerció como Delegada Municipal de Sostenibilidad, Educación, Igualdad y Ciudad Saludable (2003-2007)   
Diputada regional, ostentando la Presidencia de la Comisión de Agricultura y Desarrollo Rural y la portavocía de Energía, así como la de Juventud y Deporte  /2007-2011).
Concejala del Ayuntamiento de Guadalajara  en los periodos 2003-2007 y 2011-2015. 
Viceconsejera y Directora del Instituto de la Mujer de Castilla-La Mancha, 2015, siendo la primera responsable del Instituto de la Mujer que asista a todas las reuniones del Consejo de Gobierno.
En las elecciones de 2023 resultó elegida al Senado por la provincia de Guadalajara. La senadora Martínez Esteban ha desarrollado sus tareas entre otros cometidos como Portavoz de la Comisión de Igualdad.

## Premios y reconocimientos
En 2019 recibió el Premio Francisca de Pedraza contra la violencia de género, otorgado por la Asociación de Mujeres Progresistas de Alcalá Francisca de Pedraza, por su impulso y desarrollo de La Ley 4/2018  para una Sociedad Libre de Violencia de Género en Castilla-La Mancha, ha situado a la comunidad autónoma “a la vanguardia” en la legislación en esta materia tanto en España como en el ámbito europeo,